# Коростелево (Лодєйнопольський район)
Коростелево (рос. Коростелёво) — присілок у Лодєйнопольському районі Ленінградської області Російської Федерації.
Населення становить 14 осіб. Належить до муніципального утворення Доможировське сільське поселення.

## Історія
Згідно із законом від 20 вересня 2004 року № 63-оз належить до муніципального утворення Доможировське сільське поселення.

## Населення
| 1838 | 1862 | 1926 | 1927 | 1950 | 1958 | 1997 |
| ---- | ---- | ---- | ---- | ---- | ---- | ---- |
| 119  | ↗134 | ↘103 | →103 | ↘66  | ↗79  | ↘25  |
| 2007 | 2010 | 2014 |      |      |      |      |
| ↘20  | ↘18  | ↘14  |      |      |      |      |